# Grant Lee Buffalo
Grant Lee Buffalo was een Amerikaans rockband die vooral bekend werd met de single Fuzzy uit het gelijknamige debuutalbum. De band bracht op countrymuziek gebaseerde poprock. In de Lage Landen trad de band onder meer op tijdens Rock Werchter en het Cactusfestival.
Paul Kimble verliet de band in 1997. Een jaar later verscheen het laatste studioalbum en in 1999 werd de band ontbonden wegens tegenvallend commercieel succes, waarna Grant Lee Philips een solocarrière begon. In 2001 werd het compilatiealbum "Storm Hymnal" uitgebracht met een aantal singles en tevens een aantal niet eerder uitgebrachte nummers. In 2011 werden een aantal reünieconcerten gehouden, onder meer op het Festival Dranouter en Les Nuits Botanique.

## Discografie

### Albums
- Fuzzy (1993)
- Buffalondon live EP (1993)
- Mighty Joe Moon (1994)
- 'Copperopolis (1996)
- Jubilee (1998)

Een cover van Brian Wilsons nummer In my room werd gebruikt in de televisieserie Friends en de bijhorende soundtrack.

## Hitparadenoteringen
| Album met hitnotering(en) in de Vlaamse Ultratop 200 albums | Datum van verschijnen | Datum van binnenkomst | Hoogste positie | Aantal weken | Opmerkingen |
| ----------------------------------------------------------- | --------------------- | --------------------- | --------------- | ------------ | ----------- |
| Copperopolis                                                | 1996                  | 06/07/1996            | 43              | 1            |             |

| Single met eventuele hitnotering(en) in de Nederlandse Top 40 | Datum van verschijnen | Datum van binnenkomst | Hoogste positie | Aantal weken | Opmerkingen |
| ------------------------------------------------------------- | --------------------- | --------------------- | --------------- | ------------ | ----------- |
| Fuzzy                                                         | 1993                  | 23-10-1993            | 42              | 3            |             |